# Ответственность за причинение вреда
Ответственность за причинение вреда — гражданско-правовая ответственность за причинение вреда в результате гражданского правонарушения (деликта).
Деликтные обязательства (обязательства по возмещению вреда) возникают, если нарушаются абсолютные субъективные права лица (право на жизнь, на здоровье, право собственности и т.п.). Тот, кому причинён вред, получает право на возмещение ущерба (в определённых случаях также возмещается моральный вред). Эти обязательства являются внедоговорными. Если же вред возник в результате неисполнения или ненадлежащего исполнения договорного обязательства, то вред возмещается в соответствии с правилами об ответственности за неисполнение договорного обязательства или согласно условиям договора.

## Учёт вины
В древнем праве вина причинителя вреда не учитывалась, дети и животные считались ответственными за причинённый ими вред. Остаток этого воззрения сохранился в древнеримских ноксальных исках, с помощью которых лицо, потерпевшее, например, вред от животного, могло потребовать выдачи его головою, причем хозяин имел право выкупить животное, возместив таким образом причиненный им ущерб.
Но уже в римском праве понятие вины (culpa) получило тончайшую разработку, которую средневековые юристы продолжали, чтобы выработать целую лестницу оттенков вины. При этом вина оставалась условием ответственности даже в тех случаях, где лицо отвечало за чужие действия — родители за детей, господа за слуг, так как здесь ответственность предполагала недосмотр в выборе, непринятие мер предосторожности и т. п.
В российском праве, как и в праве ряда других стран, действует принцип генерального деликта, означающий, что причинение вреда одним лицом другому само по себе является основанием возникновения обязанности возместить причиненный вред. Этот принцип означает презумпцию противоправности причинения вреда лицом, ответственным за совершение деликта. 
В пункте 2 статьи 1064 Гражданского кодекса РФ указано, что лицо, причинившее вред, освобождается от возмещения вреда, если докажет, что вред причинен не по его вине. То есть тот, кому причинён вред, обязан доказать лишь сам факт причинения ему вреда, а также то, что причинителем вреда является именно ответчик (то есть наличие причинно-следственной связи между действиями (бездействием) причинителя вреда и наступившим вредом), но не должен доказывать ни противоправность действий причинителя вреда, ни его вину. Наличие их презюмируется (предполагается). Причинитель же вреда может доказывать правомерность своих действий и отсутствие своей вины в причинении вреда (если в соответствующем случае законом не предусмотрена ответственность без вины), а также наличие вины самого потерпевшего.
В соответствии с принципом генерального деликта любое причинение вреда предполагается (презюмируется) противоправным, то есть потерпевший не должен доказывать противоправность поведения причинителя вреда. При этом бездействие считается противоправным только тогда, когда имеется прямое указание в законе на обязанность действовать. Например, с управляющей компании, осуществляющей эксплуатацию многоквартирного дома, могут быть взысканы денежные средства в пользу собственника автомобиля, получившей повреждения в результате падения льда и снега с крыши дома,  поскольку управляющая компания не исполнила своих обязательств по своевременному удалению снега с крыши. Если на предприятии произошло отравление группы рабочих ядовитым газом в связи с нарушением обязательных правил по охране труда и технике безопасности, то собственник предприятия также обязан возместить им вред в связи с противоправным бездействием администрации предприятия.
В XIX веке промышленность и железные дороги создали условия для массового причинения вреда и убытков. Основывать ответственность предпринимателей (владельцев фабрик и железных дорог) за вред и убытки, причиненные рабочим и пассажирам, на их вине означало провозглашать их безответственность, поскольку при сложности фабричного производства и деятельности железных дорог и недоступности их внутренних распорядков постороннему лицу трудно найти виновного даже тогда, когда он есть. Поэтому был установлен принцип, заключающийся в том, что тот, кто извлекает выгоды из предприятия, тот должен нести и убытки, приносимые предприятием. Впервые ответственность предпринимателей вне зависимости от их вины была установлена в 1871 году в Германии применительно к железным дорогам. Ответственность владельца железной дороги устранялась только тогда, когда вред был причинен по вине самого потерпевшего или же вследствие воздействия непреодолимой силы. 
В современном российском праве также установлена ответственность владельцев источников повышенной опасности независимо от их вины, если только они не докажут, что вред возник вследствие непреодолимой силы, или грубой неосторожности или умысла потерпевшего (п. 1 ст. 1079 ГК РФ).

## Чистый экономический ущерб
Под чистым экономическим ущербом (англ. pure economic loss) понимаются ситуации, когда не не причиняется вред жизни, здоровью, имуществу, но, тем не менее, пострадавший несёт убыток или не получает ожидаемый доход. Например, компания выращивала экспериментальный картофель, а затем было установлено, что он заражён бактериями, и был введен запрет на вывоз любого картофеля, выращенного в пределах 20-километровой зоны от места заражения. В результате предприниматель был лишён возможности продавать свой урожай, что явилось основанием требования компенсации потерь. Другими примерами причинения чистого экономического ущерба являются простой трамваев в результате дорожно-транспортного происшествия или потери инвестора в результате того, что он полагался на недостоверную отчетность компании, подтверждённую аудитором.
В одних странах истцы, которые понесли чистые экономические потери, получают правовую защиту. В других же странах вопрос о чистых экономических потерях ассоциируется с неконтролируемым и бесконечным потоком исков, что породило доктрину с такими обозначениями, как «исключающее правило» (exclusionary rule), «правило яркой линии» (bright line rule) и «волновой эффект» (ripple effect). Сторонники запрета компенсации чистых экономических потерь утверждают, что при их возмещении причинитель вреда может понести ответственность с неопределимым размером, на неопределённое время, перед неопредёленным классом потерпевших. 
В России в 2017-2018 годах Верховный суд РФ, хотя и весьма осторожно, допустил взыскание чистых экономических убытков. 